# Liste der denkmalgeschützten Objekte in Horitschon
Die Liste der denkmalgeschützten Objekte in Horitschon enthält die 8 denkmalgeschützten, unbeweglichen Objekte der Gemeinde Horitschon.

## Denkmäler
| Foto |                 | Denkmal                                                                            | Standort                                                                             | Beschreibung | Metadaten |
| ---- | --------------- | ---------------------------------------------------------------------------------- | ------------------------------------------------------------------------------------ | --- | --- |
| ja   | Datei hochladen | Kapellenbildstock mit Figur hl. Aloysius HERIS-ID: 72550 Objekt-ID: 85787seit 2019 | gegenüber Bahnstraße 13 Standort KG: Horitschon                                      | | BDA-Hist.: Q105646548 Status: Bescheid Stand der BDA-Liste: 2025-06-30 Name: Kapellenbildstock mit Figur hl. Aloysius GstNr.: 430/1                                 |
| ja   | Datei hochladen | Vereinshaus HERIS-ID: 47171 Objekt-ID: 49826                                       | Kirchenplatz 1 Standort KG: Horitschon                                               | | BDA-Hist.: Q38025799 Status: § 2a Stand der BDA-Liste: 2025-06-30 Name: Vereinshaus GstNr.: 274/2 Vereinshaus Horitschon                                            |
| ja   | Datei hochladen | Kath. Pfarrkirche hl. Margaretha HERIS-ID: 47172 Objekt-ID: 49828                  | Kirchenplatz 4 Standort KG: Horitschon                                               | Die heutige Kirche wurde 1947–1949 von Hans Petermair erbaut und ersetzte eine abgebrannte Barockkirche.                                        | BDA-Hist.: Q15840293 Status: § 2a Stand der BDA-Liste: 2025-06-30 Name: Kath. Pfarrkirche hl. Margaretha GstNr.: 274/3 Pfarrkirche hl. Margaretha in Horitschon     |
| ja   | Datei hochladen | Mariensäule HERIS-ID: 57176 Objekt-ID: 66978                                       | bei Kirchenplatz 4 Standort KG: Horitschon                                           | | BDA-Hist.: Q38074979 Status: § 2a Stand der BDA-Liste: 2025-06-30 Name: Mariensäule GstNr.: 274/1 Mariensäule Horitschon                                            |
| ja   | Datei hochladen | Figurenbildstock Maria Immaculata HERIS-ID: 57411 Objekt-ID: 67428                 | Hauptstraße (bei Friedhof) Standort KG: Horitschon                                   | Die laubumwucherte Säule mit einer Statue der Immaculata steht beim Friedhof und ist mit 1697 bezeichnet.                                       | BDA-Hist.: Q38076385 Status: § 2a Stand der BDA-Liste: 2025-06-30 Name: Figurenbildstock Maria Immaculata GstNr.: 124 Figurenbildstock Maria Immaculata, Horitschon |
| ja   | Datei hochladen | Hügelgräberfeld Ragerwald HERIS-ID: 59834 Objekt-ID: 71443                         | Rakitsch (zwischen Großwarasdorfer Landesstraße und Ragaweg) Standort KG: Horitschon | | BDA-Hist.: Q38088862 Status: Bescheid Stand der BDA-Liste: 2025-06-30 Name: Hügelgräberfeld Ragerwald GstNr.: 1891, 1894                                            |
| ja   | Datei hochladen | Kath. Pfarrkirche hl. Rosalia HERIS-ID: 47328 Objekt-ID: 50255                     | Hofstatt 9b Standort KG: Unterpetersdorf                                             | Die klassizistische Kirche wurde 1788 errichtet, sie wurde 1965 durch einen Zubau erweitert, dies betrifft eine Chorverbreiterung mit Zeltdach. | BDA-Hist.: Q15840317 Status: § 2a Stand der BDA-Liste: 2025-06-30 Name: Kath. Pfarrkirche hl. Rosalia GstNr.: 282, 283 Pfarrkirche Unterpetersdorf                  |
| ja   | Datei hochladen | Figurenbildstock hl. Johannes Nepomuk HERIS-ID: 57178 Objekt-ID: 66980             | Hauptstraße 9b (gegenüber Pfarrkirche) Standort KG: Unterpetersdorf                  | Der Bildstock des heiligen Johannes Nepomuk vor der Kirche ist mit 1740 bezeichnet.                                                             | BDA-Hist.: Q38074998 Status: § 2a Stand der BDA-Liste: 2025-06-30 Name: Figurenbildstock hl. Johannes Nepomuk GstNr.: 283 Johannes Nepomuk, Horitschon              |